# بين عالمين (فلم)
بين عالمين (بالإنجليزية: Between Worlds) فيلم إثارة خارق للطبيعة لعام 2018 من بطولة نيكولاس كيج وإخراج ماريا بوليرا. صدر الفيلم في 21 ديسمبر 2018. بدأ التصوير في نهاية أغسطس 2017 في السويد وألاباما. وفقًا للمخرجة ماريا بوليرا، كتبت الفيلم في البداية باعتباره فيلمًا دراميًا، لكنها جعلته لاحقًا دراما سريالية أكثر بكثير من منظور المخرج ديفيد لينش.

## طاقم التمثيل
نيكولاس كيج: في دور جو
فرانكا بوتينتي: في دور جولي
بينيلوبي ميتشل: في دور بيلي
غاريت كلايتون: في دور مايك
ليديا هيرست: في دور ماري
ديفيد لي سميث: في دور كيربي
بريت شو: في دور ليتي
هوبر بن: في دور ريك
إريك سكارابين: في دور الرجل المضاد
كاميرون جيمس ماكنتاير: في دور يونغ جو
باريس برافو: في دور يونغ جولي

## ملخص أحداث الفيلم
تتحدث القصة عن جو (نيكولاس كيج)، وهو سائق شاحنة سيئ الحظ تطارده ذكرى زوجته وطفله المتوفين. يلتقي جولي (بوتينتي)، وهي امرأة لديها موهبة روحانية وتسعى بمساعدة جو وبجهد يائس للعثور على الروح المفقودة لابنتها بيلي (بينيلوبي ميتشل) التي تعاني من غيبوبة. لكن روح زوجة ماري الميتة تثبت أنها أقوى، حيث تمتلك جسد المرأة الشابة، وتسعى لتسوية أعمالها غير المكتملة مع الأحياء.

## استقبال الفيلم
حصل الفيلم على تقييم مقداره 32% بناء على آراء 22 ناقد سينمائي على موقع الطماطم الفاسدة، وحصل على تقييم مقداره أربعة نجوم ونصف من أصل عشرة نجوم على موقع IMDb.
كتب لي مونسون من مجلة وموقع "بيرث موفيز ديثBirth.Movies.Death": " بين عالمين هو فيلم غريب وشخصية نيكولاس كيج رائعة لمشاهدتها حتى يبدأ المخادعون المجنونون الحقيقيون في الظهور، يشعرون بالتوافق مع الأساس الذي وضعه كيج دون أن يفقدوا قيمة صدمتهم". منحت هيذر ويكسون من ديلي ديد Daily Dead للفيلم درجة 3/5، واصفة إياه: "تجربة غريبة بشكل جميل أعجبت بها حقًا، وأنا متحمسة لرؤية إلى أين تأخذنا المخرجة بوليرا". كما أشادت بالممثلين، وكتبت أن  نيكولاس كيج وفرانكا بوتينتي وبينيلوبي ميتشل يقدمون ثلاثًا من العروض الرائعة التي تضيف الكثير حقًا إلى الفيلم". رون ويلكينسون من موقع "أنها مجرد أفلام It's Just Movies" منح الفيلم تقييمًا بمقدار 7/10، وكتب ما يلي: "يروي الفيلم قصة مباشرة ويستخدم التمثيل والحبكة الحقيقية بدلاً من توصيل المفهوم بدون اراقة الدماء والحوادث عالية الصوت والمعارك بالقبضات ومطاردات السيارات لتأخذ وقت الشاشة"، بينما كتب موقع "آنت إت كوول Ain't it cool"، في تعليقه الجيد: "هذا فيلم يحذر من أن الأشياء تحدث لسبب ما، ولا يمكنك التحكم في ترتيبات الكون دون عواقب وخيمة".
منح موقع الطماطم الفاسدة الفيلم تقييم مقداره 32% بناء على آراء 22 ناقد سينمائي، وكتب إجماع نقاد الموقع: «بينما يتماشى بالتأكيد مع بعض جهود نيكولاس كيج الغريبة، فإن لعبة» بين العوالم«سخيفة للغاية وفوضوية لدرجة يصعب معها وصفها بأنها جيدة، حتى بطريقة غريبة».
منح موقع ميتاكريتيك الفيلم تقييم مقداره 24% بناء على آراء 5 نقاد فنيين.

## وصلات خارجية
https://www.imdb.com/title/tt7295450/ بين عالمين (فلم)
https://www.boxofficemojo.com/release/rl584680449/weekend/ بين عالمين (فلم)
https://www.rottentomatoes.com/m/between_worlds_2018 بين عالمين (فلم)
https://www.rogerebert.com/reviews/between-worlds-2018 بين عالمين (فلم)